# اچ‌ام‌اس سیگول (جی۸۵)
اچ‌ام‌اس سیگول (جی۸۵) (به انگلیسی: HMS Seagull (J85)) یک کشتی بود که طول آن ۲۴۵ فوت ۳ اینچ (۷۴٫۷۵ متر) بود. این کشتی در سال ۱۹۳۷ ساخته شد.